# Kinai
Kinai (畿内: Región Capital) es un término japonés que denota una división antigua del país. Kinai es un nombre para las antiguas provincias alrededor de la capital, Nara y Heian-kyō. Las cinco provincias fueron llamadas go-kinai después de 1760.
El nombre todavía se usa para describir parte de la región de Kansai, pero el área del Kinai corresponde solo en general a la tierra de las antiguas provincias.
La región se estableció como uno de los Gokishichidō (Cinco provincias y siete caminos) durante el período Asuka (538-710). Consistía en las provincias de Yamashiro, Yamato, Settsu, Kawachi e Izumi.